# Peter Menzies junior
Peter Menzies junior (* in Sydney, New South Wales) ist ein australischer Kameramann.
Sein Vater, der Regisseur und Kameramann Peter Menzies senior, brachte ihn zum Film. Er begann als Materialassistent für verschiedene Werbespots. 1992 drehte er seinen ersten Film als Chefkameramann, den Thriller White Sands – Der große Deal von Regisseur Roger Donaldson. Er war bisher an mehr als 40 Produktionen beteiligt.

## Filmografie (Auswahl)
- 1992: White Sands – Der große Deal (White Sands)
- 1993: Posse – Die Rache des Jessie Lee (Posse)
- 1994: Getaway (The Getaway)
- 1995: Stirb langsam: Jetzt erst recht (Die Hard with a Vengeance)
- 1996: Die Jury (A Time to Kill)
- 1998: Hard Rain
- 1999: Wehrlos – Die Tochter des Generals (The General’s Daughter)
- 1999: Der 13te Krieger (The 13th Warrior)
- 2000: The Kid – Image ist alles (The Kid)
- 2000: Die Prophezeiung (Bless the Child)
- 2001: Lara Croft: Tomb Raider
- 2003: Kangaroo Jack
- 2005: The Great Raid – Tag der Befreiung (The Great Raid)
- 2005: Der Herr des Hauses (Man of the House)
- 2005: Vier Brüder (Four Brothers)
- 2005: Miss Undercover 2 – Fabelhaft und bewaffnet (Miss Congeniality 2: Armed and Fabulous)
- 2006: Unbekannter Anrufer (When a Stranger Calls)
- 2007: Shooter
- 2008: Der unglaubliche Hulk (The Incredible Hulk)
- 2010: Kampf der Titanen (Clash of the Titans)
- 2012: Kiss the Coach (Playing for Keeps)
- 2013: Killing Season
- 2016: Gods of Egypt
- 2017: All Eyez on Me
- 2019: Die unglaublichen Abenteuer von Bella (A Dog’s Way Home)
- 2021: Peter Hase 2 – Ein Hase macht sich vom Acker (Peter Rabbit 2: The Runaway)